# Keep Yourself Alive
"Keep Yourself Alive" (Español: "Mantente Vivo") es una canción por la banda de rock británica Queen. Escrita por el guitarrista Brian May, es la canción de apertura del álbum debut homónimo de la banda. Fue publicado como el primer sencillo de la banda junto con "Son and Daughter" como lado B. "Keep Yourself Alive" fue en gran parte ignorada desde su lanzamiento. Fue relanzado como el lado B sin álbum de "Lily of the Valley".
En 2008, la revista Rolling Stone clasificó la canción en el puesto 31 en su lista de "Las 100 Mejores Canciones de Guitarra de Todos los Tiempos".

## Escritura y grabación
Según Mark Hodkinson, autor de Queen: The Early Years, "Keep Yourself Alive" fue concebida en una guitarra acoustica durante las sesiones de práctica en el Imperial College y el jardín en el Ferry Road en 1970. En ese momento, Queen no había encontrado un bajista permanente; el grupo consistía del vocalista Freddie Mercury, el guitarrista Brian May, y el baterista Roger Taylor. En un especial de radio sobre su álbum de 1977, News of the World, May dijo que el escribió las letras en una forma irónica y "deslenguada", pero su sentido fue cambiado completamente cuando Mercury las cantó.
La primera versión de "Keep Yourself Alive" fue grabada el verano de 1971 en los estudios De Lane Lea. Fue producido por Louie Austin e incluía la introducción tocada por Brian May en su guitarra acoustica Hallfredh. Todos los elementos de la canción estaban ya presentes, incluyendo el llamada y respuesta por Freddie Mercury (versos) y durante el descanso, donde Taylor cantaba una línea y May la respondía. Este demo sigue siendo la toma favorita de May de la canción.
Posteriormente, hicieron varios intentos para "recapturar la magia" cuando fueron a hacer la versión "real" a los famosos estudios Trident. La toma mezclada por Mike Stone fue la única moderadamente aceptada, y es la única publicada como sencillo. Incluye a Freddie Mercury haciendo todas las armonías vocales en el coro (grabándose a sí mismo en multi-pista) y Brian May cantando el verso "two steps nearer to my grave" en lugar de Mercury (quien lo hacía en vivo y las versiones antiguas). Esta versión no usa guitarras acústicas; la transcripción impresa por EMI Music Publishing's Off the Record indica siete partes de guitarra eléctrica, una de las cuales usa un prominente efecto de desfase. También se puede notar que está grabación incluye el verso "Come on and get it, get it, get it, boy, keep yourself alive," el cual no estaba en la versión original.

## Interpretaciones en vivo

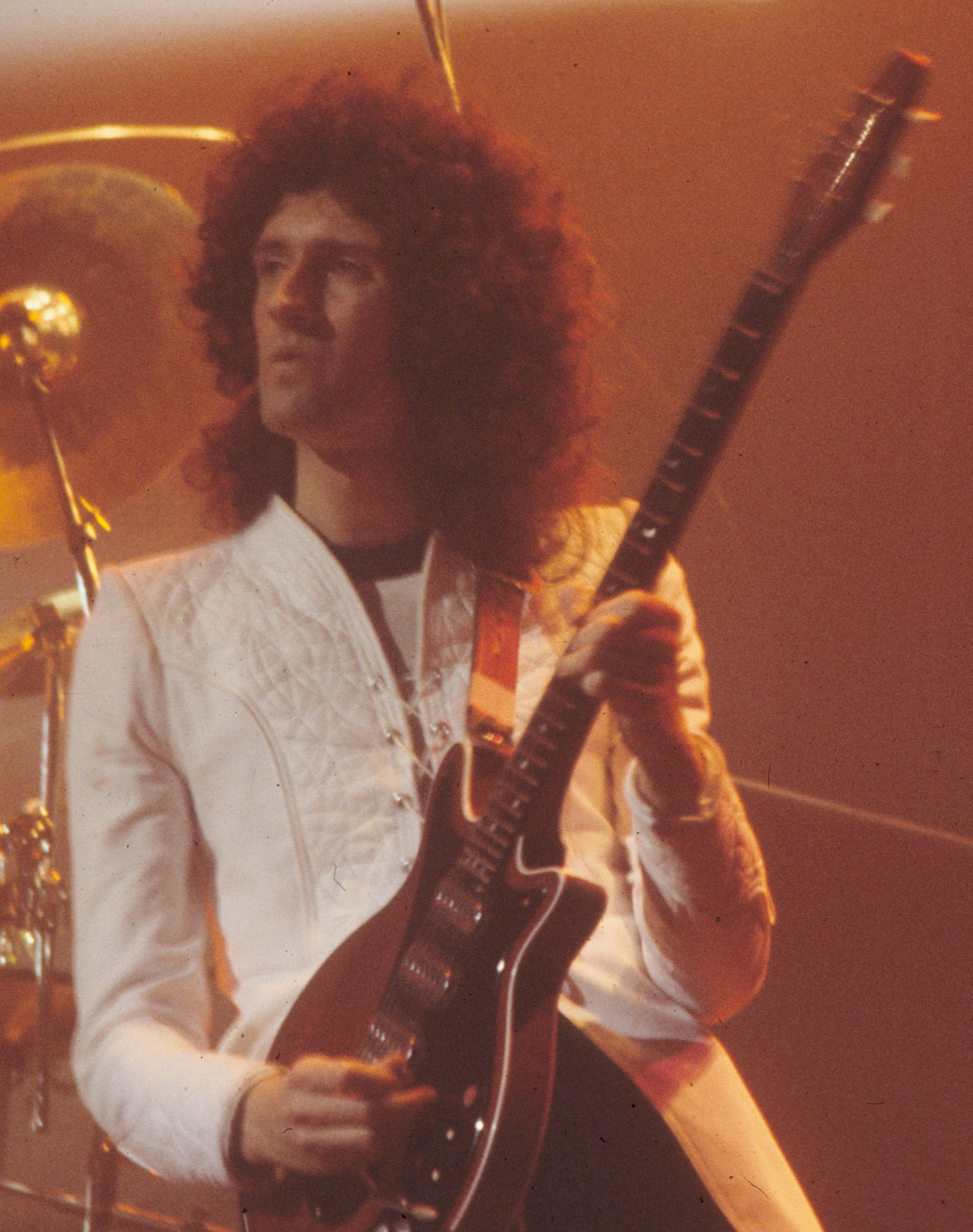
Brian May, compositor de "Keep Yourself Alive", tocando en vivo con su guitarra Red Special en 1977

La recientemente creada Queen rápidamente añadió "Keep Yourself Alive" a su repertorio en vivo. Mercury comentó qué la canción "fue una buena manera de decirle a las personas de que se trataba Queen en esos momentos". Desde luego, el número incluía un solo de batería por Taylor y una línea cantada por el.
"Keep Yourself Alive" fue parte del repertorio en vivo hasta principios de la década de los 80s. En las giras de 1980 y 1981, la banda tocaría una improvisación antes del comienzo de la canción, entonces luego del solo de batería pasaría a convertirse en un solo de timbales de Taylor seguido por el solo de guitarra de May, antes de tocar la parte final de "Brighton Rock" o un clímax de batería y guitarra o seguido por un popurrí con canciones de Flash Gordon (el cual consistía de "Battle Theme" / "Flash" / "The Hero"). La banda no tocaría la canción  hasta 1984 en la gira de The Works como parte de un popurrí con canciones antiguas (con "Somebody to Love", "Killer Queen", "Seven Seas of Rhye", y "Liar"). 
En presentaciones en vivo, Mercury solía cantar el verso "all you people keep yourself alive" (el cual es cantado solamente dos veces en la versión de estudio) en lugar de la línea más repetida "take you all your time and a money honey you'll survive".
La canción también aparece en el álbum en vivo de 1989, At the Beeb, originalmente grabada para el programa de BBC Radio 1, Sound of the 70s en 1973. A pesar de no haber sido publicada hasta dentro de más tarde, está grabación de estudio en vivo precede a su álbum debut homónimo y presenta una versión de "Keep Yourself Alive" más en línea con la de su repertorio en vivo.
Algunas versiones en vivo de la canción pueden encontrarse en Live Killers (1979), Queen Rock Montreal (2007), Live at the Rainbow '74 (2014), A Night at the Odeon – Hammersmith 1975 (2015), y On Air (álbum) (2016).

## Lanzamiento y recepción
EMI Records publicó "Keep Yourself Alive" como sencillo en el Reino Unido el 6 de julio de 1973, un semana antes del lanzamiento de Queen. Unos meses después, el 9 de octubre de 1973, Elektra Records publicó el sencillo en los Estados Unidos. Sin embargo, "Keep Yourself Alive" recibió muy poca difusión en la radio  y fue en gran parte ignorado en ambos lados del Atlántico; también falló en entrar en las listas de Reino Unido y Estados Unidos. "Keep Yourself Alive" permanece siendo el único sencillo de Queen en no ingresar a las listas Británicas.
El sencillo recibió críticas mixtas de parte de la prensa Británica. New Musical Express elogió la canción "grabada limpiamente", como también al "buen vocalista", y dijo que si Queen "lucieran la mitad de bueno de como sonaban, ellos podrían ser gigantes". En su reseña del álbum por la revista Rolling Stone, Gordon Fletcher aclamó a "Keep Yourself Alive" como una "movimiento realmente asombroso para la yugular".
Retrospectivamente, "Keep Yourself Alive" fue citada como la canción más destacable del álbum debut de la banda. Stephen Thomas Erlewine de AllMusic escribió qué "Keep Yourself Alive es una de sus mejores canciones". En 2008, la revista Rolling Stone clasificó la canción en el puesto 31 en su lista de "Las 100 Mejores Canciones de Guitarra de Todos los Tiempos".

## Lista de canciones
Todas las canciones escritas por Brian May.
1. "Keep Yourself Alive" – 3:47
2. "Son and Daughter" – 3:19

## Créditos
Queen
- Freddie Mercury – voz principal y coros
- Brian May – guitarra eléctrica, voz principal y coros
- Roger Taylor – batería, percusión, pandereta, cencerro, voz principal y coros
- John Deacon – bajo eléctrico